# Собор Стрітення Господнього (Херсон)
Катедральний собор Стрітення Господнього — чинний собор у місті Херсоні, парафія належить до ПЦУ.

## Історія собору
Собор збудований у 1889 році у неокласичному стилі. 2 лютого 1889 року відбулось урочисте освячення собору. 

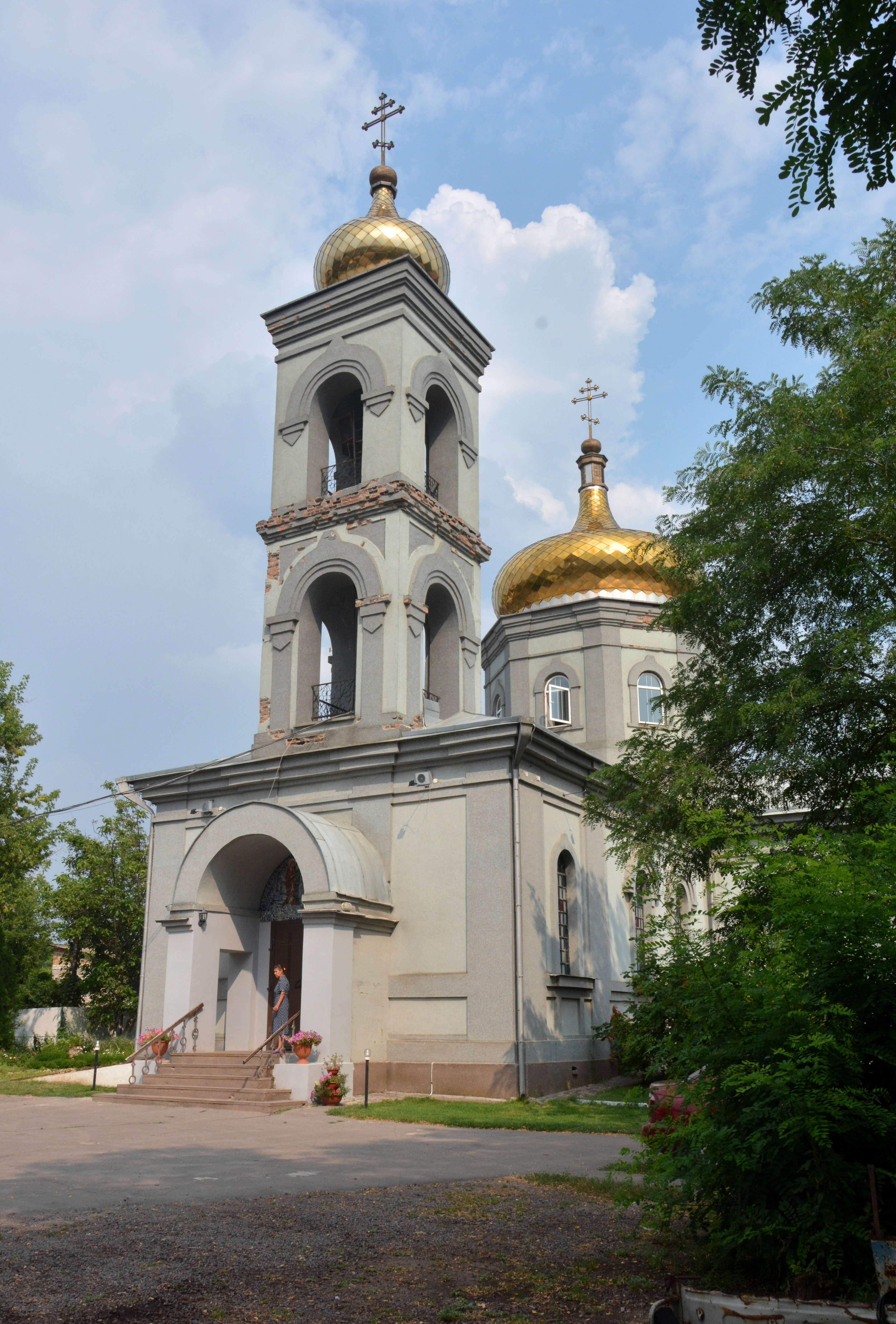
Дзвіниця собору

1893 року при соборі засновано церковно-парафіяльну школу, де навчали основам знань дітей з малозабезпечених сімей. 
Після Жовтневого заколоту, під час першої окупації Херсона більшовиками, парафіяльну школу було закрито. У 1922 році собор пограбовано більшовиками. У 1930 році собор закрито радянською владою «за проханнями робітників». 1938 року зруйновано верхню частину собору — баню та дзвіницю. Богослужбову літературу та ікони спалено більшовиками на вогнищі, яке розклали біля входу до собору. Нижню частину собору більшовики облаштували під господарський склад. 1941 року, в період німецької окупації Херсона, коли в міській адміністрації Херсона працювали члени ОУН (р), собор було знову відкрито. Відбулось повторне освячення культової споруди. Після витіснення німецьких окупантів підрозділами РСЧА собор продовжував свою роботу. Однак вже у 1962 році собор призначили до повторного закриття, і лише завдяки стійкості громади та наполяганням парафіян у різних інстанціях, завдяки особистій поставі протоієрея Олексія Олексієнка та парафіяльного старости Олексія Пилиповича Замараєва, собор вистояв. 
У 1987 Олексій Замараєв став настоятелем собору. Наступного, 1988 року, започатковано вечірній цикл біблійних розмов. 1989-го відкрито Духовну школу для дорослих. 1992-го відкрито Недільну школу для дітей. 
1994 року при соборі починається практика осучаснення богослужіння: переклад богослужбових текстів зі старослов'янської на сучасну зрозумілу мову, редакторська робота, початок використання органу за богослужінням, введення літургії для молоді і новонавернених. Це надало популярності церкві серед вірян міста. Але ці зміни були погано сприйняті єпископом. 1997-го довкола собору розгорівся скандал, причина якого полягала у використанні сучасних методів у богослужбовій практиці: переклад літургічних текстів на сучасну російську мову, використання музичних звукозаписів тощо. Громаду оголошено поза лоном УПЦ МП.
10 вересня 1997 року відбувається візит духівництва собору до Святішого Патріарха Київського і всієї Руси-України Філарета у Київ. 19 жовтня 1997 року храм стає кафедральним собором Херсонської єпархії УПЦ КП. 
А у кінці 2018 році, після надання Томосу про незалежність, стає кафедральним собором единої Української Православної Церкви на території України в Херсоні.

## Світлини

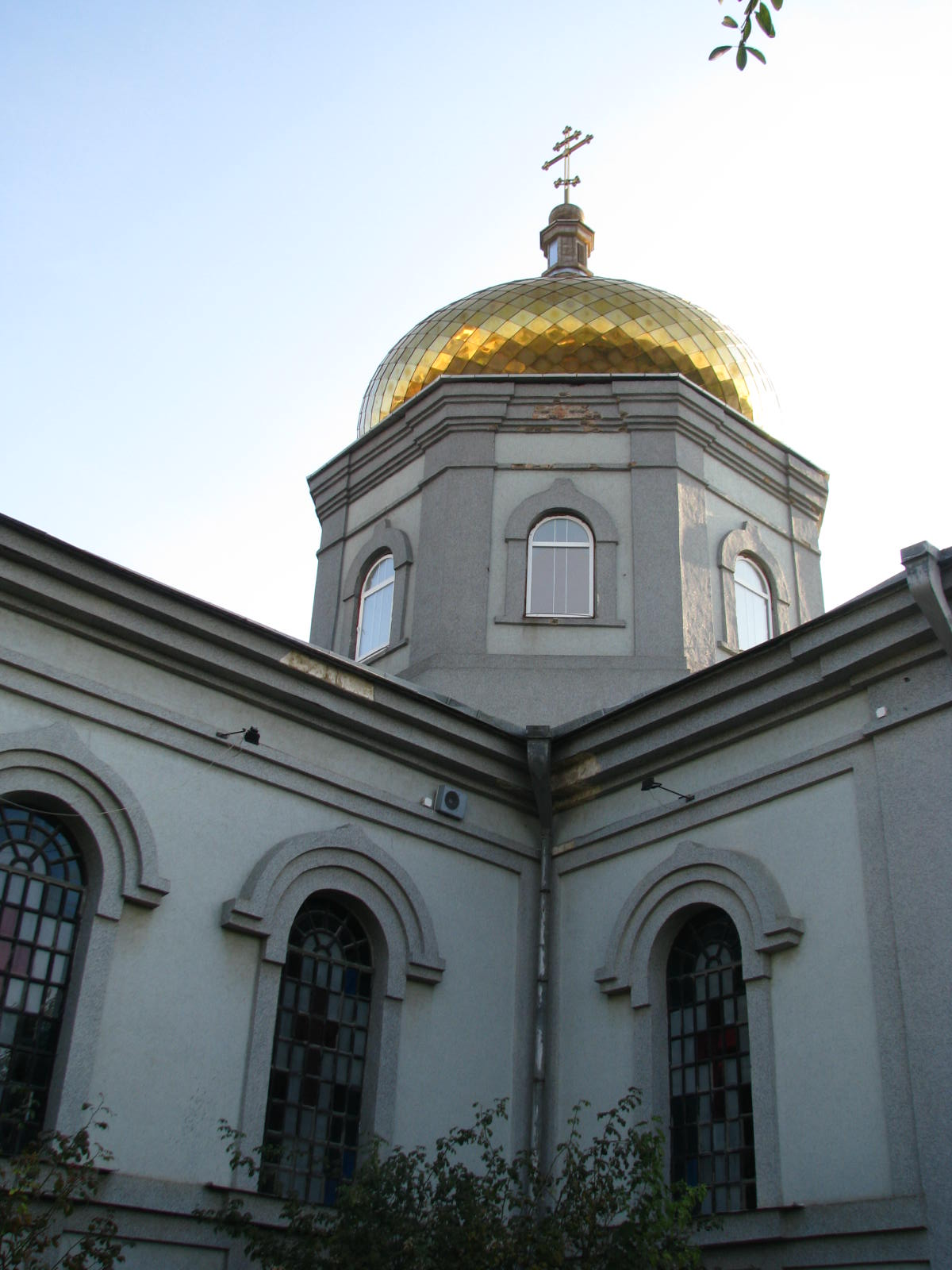
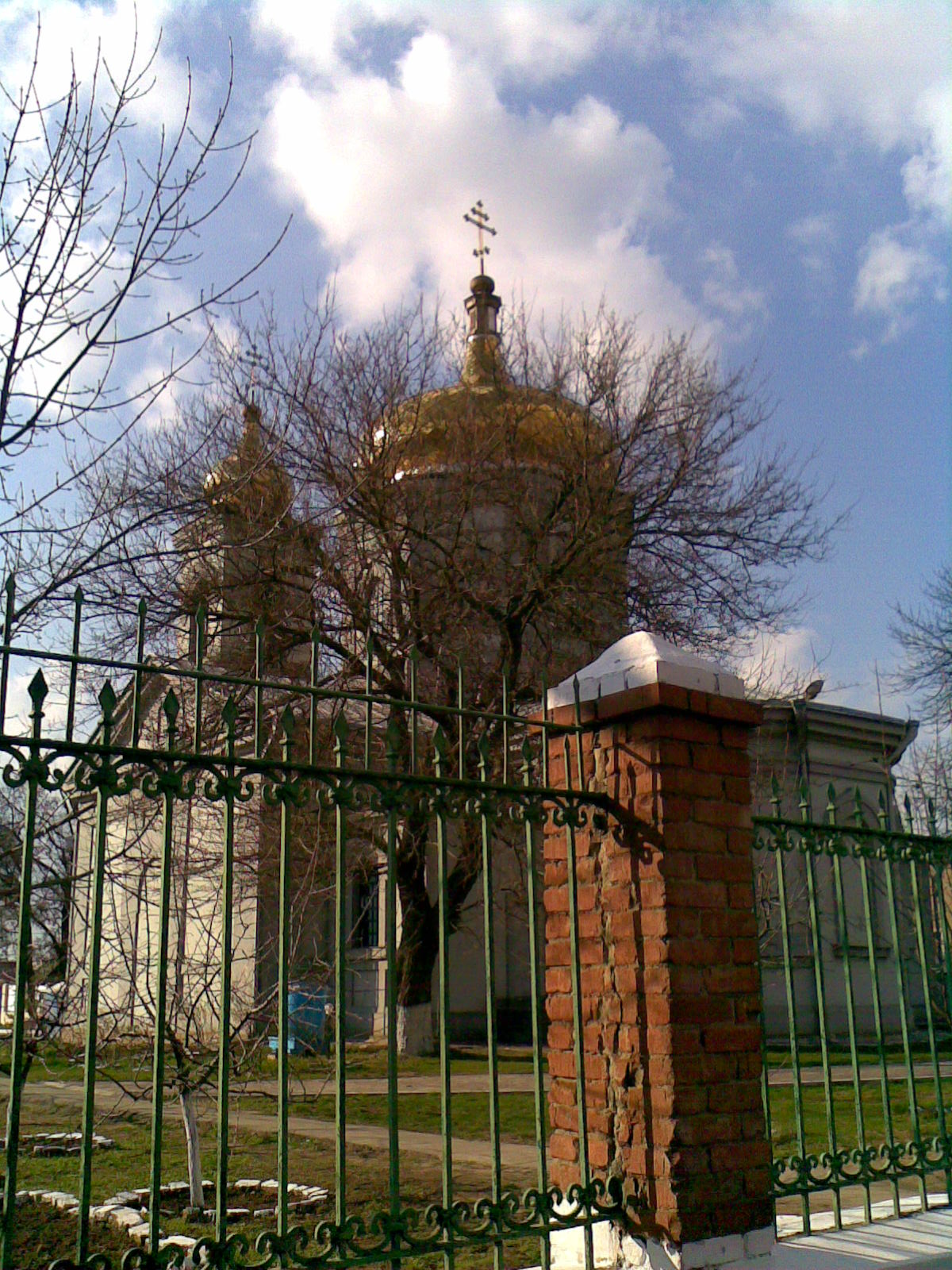
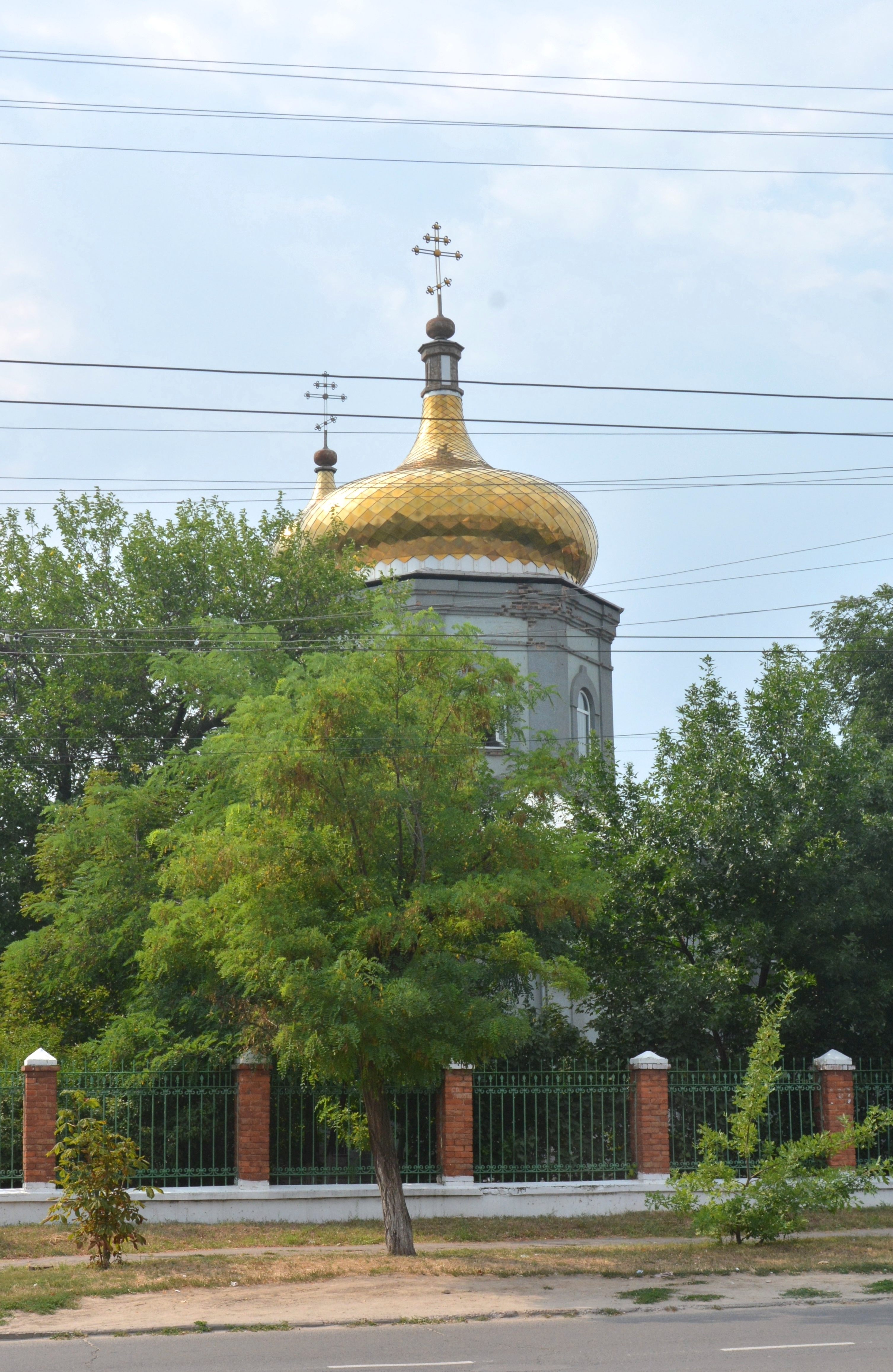